# Masashi Otani (fotbollsspelare född 1983)
Masashi Otani (大谷 昌司 Otani Masashi?), född 17 april 1983 i Gunma prefektur, är en japansk före detta fotbollsspelare.
Otani började sin karriär 2002 i Kashima Antlers. Efter Kashima Antlers spelade han för Albirex Niigata, Japan Soccer College och Arte Takasaki. Han avslutade karriären 2009.